# Conus sazanka
Conus sazanka é uma espécie de gastrópode do gênero Conus, pertencente a família Conidae.

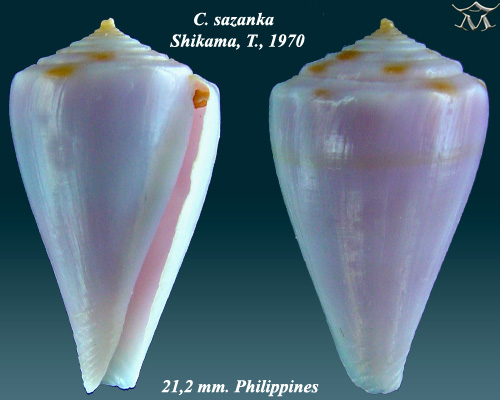
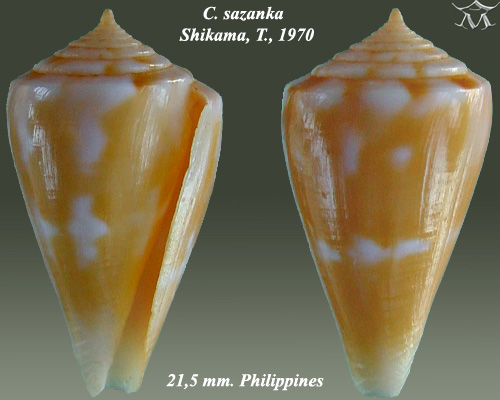